# General of the Armies

General of the Armies insignia gebruikt door Pershing in 1919

Onofficieel ontwerp voor een zessterrengeneraalsfunctie 'general of the armies',mocht dit in de toekomst nodig zijn

General of the Armies of the United States, of gebruikelijker General of the Armies, is de hoogst mogelijke rang in de United States Army, direct verantwoordelijk na de president en met vrijwel volledige controle over de armed forces en de uniformed services.
Slechts één militair werd bevorderd tot General of the Armies tijdens zijn leven, de anderen postuum:
- John Pershing in 1919 als erkenning voor zijn dienst tijdens de Eerste Wereldoorlog
- George Washington (postuum toegekend in 1976 - tweehonderd jaar na dato)
- Ulysses S. Grant (postuum toegekend in 2024)

In Frankrijk kent men de Général d'armée, dit is een vijfsterrengeneraal. In Nederland kent men de Commandant der Strijdkrachten, dat is een viersterrengeneraal.